# Helen Steele Pratt
Helen Steele Pratt (Concord, 26 de enero de 1883-Los Ángeles, 15 de enero de 1965) fue una  naturalista, ornitóloga, recolectora botánica, fotógrafa de vida silvestre y profesora estadounidense.

## Biografía
Nació en Concord, Illinois, el 26 de enero de 1883, del matrimonio formado por Frances Cochran Steele y Lyman L. Pratt.
Cuando tenía 29 años se mudó  con su madre a la zona rural y natural de Eagle Rock en California. Su casa fue construida con gran cuidado: el jardín se diseñó específicamente para atraer aves y contaba con plantas autóctonas para proporcionar un hábitat adecuado, comederos y bebederos. Le encantaba reunirse con grupos de amigos y conversar acerca de las aves que observaban.

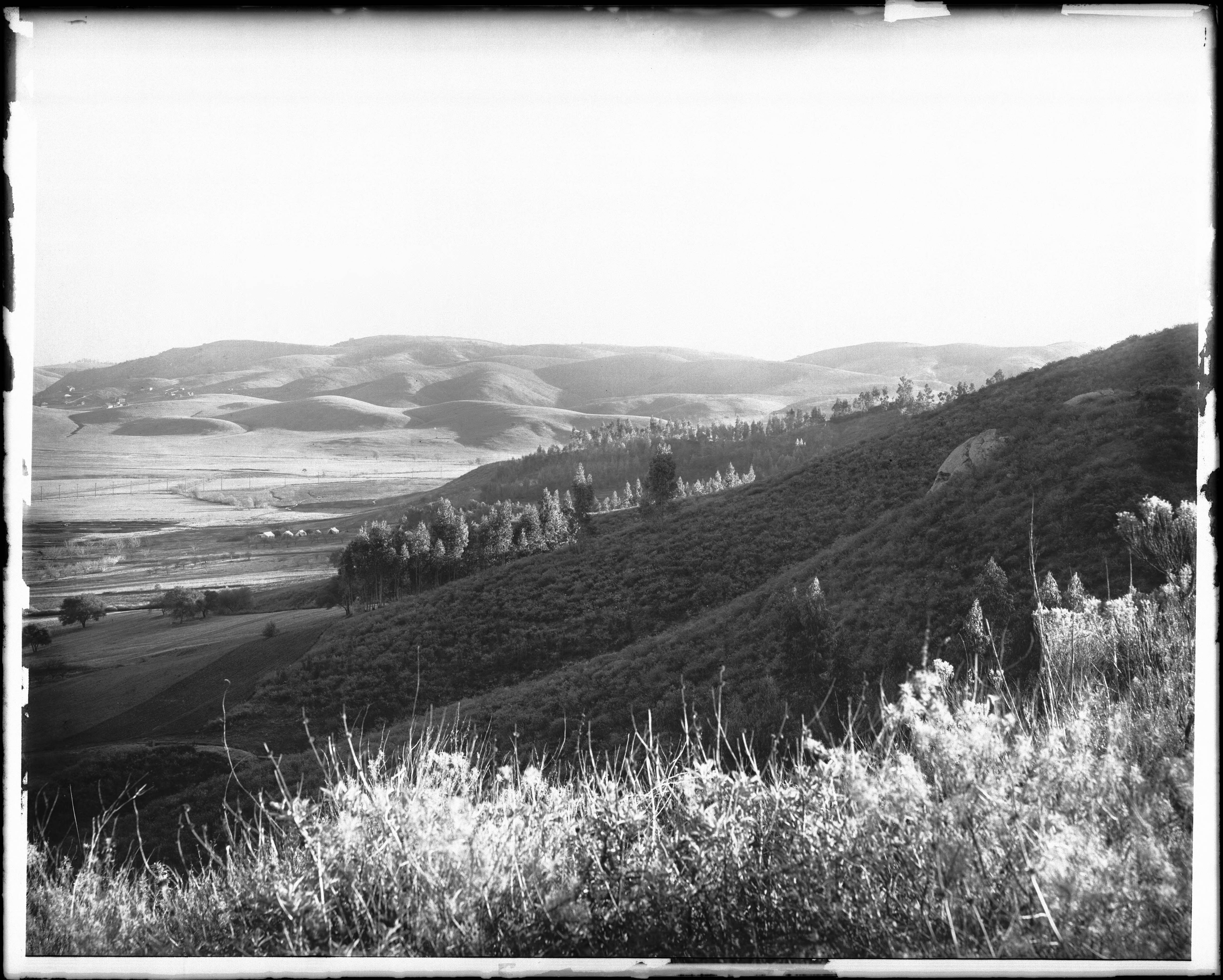
Eagle Rock Valley, Los Ángeles, c.1908

Falleció en su casa de Eagle Rock (Los Ángeles, California) el 15 de enero de 1965 y fue enterrada en Jacksonville, Illinois.

### Trayectoria profesional
Comenzó a aficionarse a las ciencias naturales con su tío Edward Strieby Steele (1850-1942): ambos fueron recolectores botánicos en el sur de California y contribuyeron con unos 350 especímenes al herbario del Oberlin College. Helen se licenció en el Oberlin College en 1906, con especialización en botánica y ornitología.
Ayudó a redactar la sección de aves del manual de los Boy Scouts de California. Ejerció durante siete años la secretaría de la Audubon Society de California. En representación de esta organización, en 1914, visitó numerosos centros educativos para educar a niñas y niños sobre las diferentes variedades de aves. Impartió clases de naturaleza en la escuela primaria de Eagle Rock.

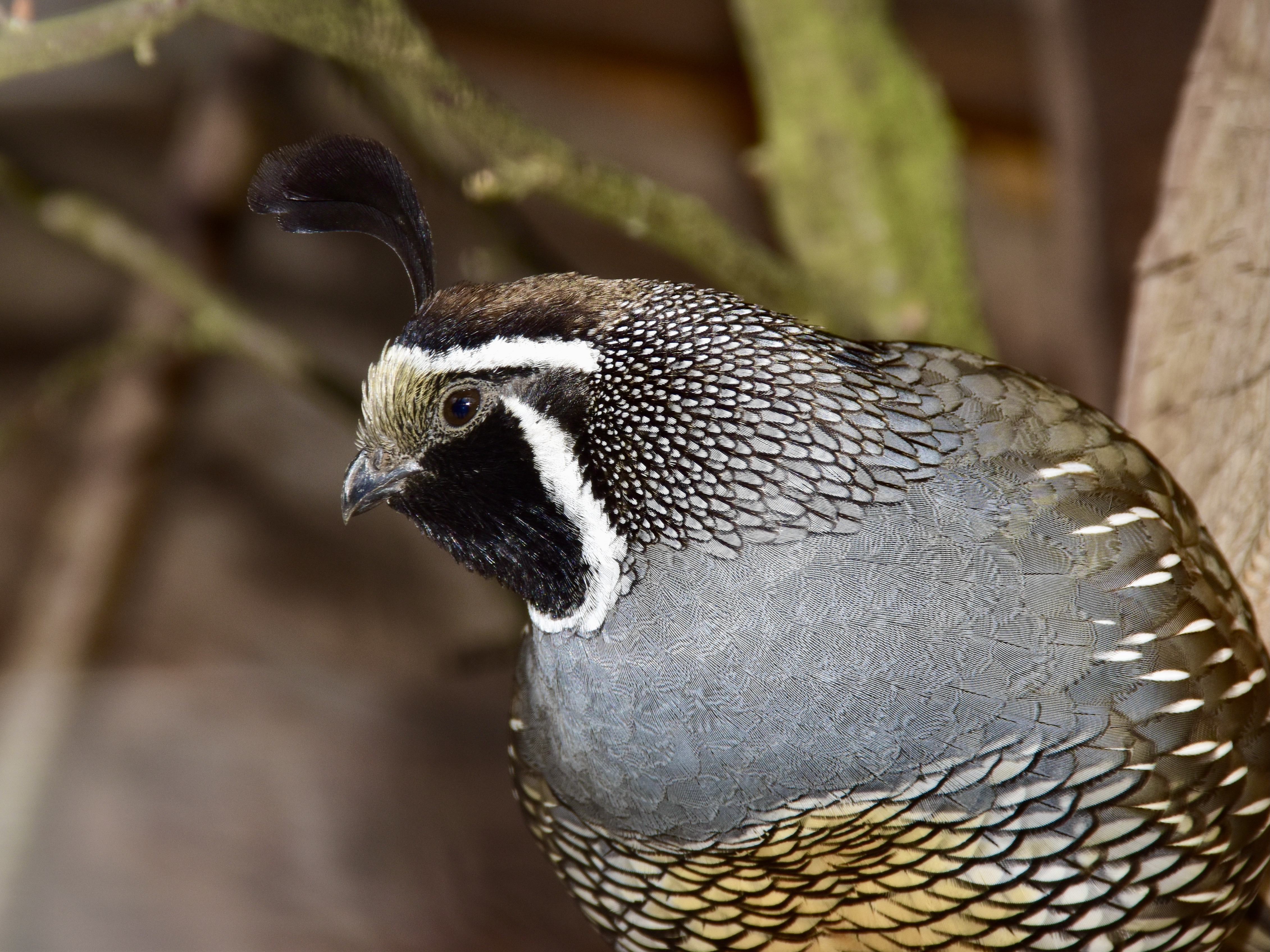
Codorniz de California

Junto con Harriet Williams Myers, contribuyó a la designación de la codorniz de California (Callipepla californica) como ave estatal.
En 1918, la National Audubon Society de Los Ángeles la nombró guarda forestal adjunta del Valle de San Fernando y el condado de Los Ángeles. En 1920, aprobó el examen para obtener la licencia de guía del Parque Nacional de las Montañas Rocosas. Durante muchos años trabajó como guía naturalista en dos campamentos en las montañas a las afueras de Los Ángeles.
En 1953, fue nombrada presidenta de la Audubon Society californiana. Durante su mandato se fundó el santuario de aves y vida silvestre en el Modjeska Canyon.
Fue socia de la Federación de Clubes de Mujeres de California y miembro de la Cooper Ornithological Society.

Pienso que nuestra creciente importancia política ha hecho que las autoridades finalmente nos reconozcan también a las mujeres en el mundo de la Naturaleza.
Helen Steele Pratt

## Reconocimientos
A su muerte y en su memoria, la Audubon Society del Valle de San Fernando inauguró la estación de observación de aves Descanso Gardens en La Cañada, California. La placa colocada  en su recuerdo dice: Devota naturalista, profesora de naturaleza y consejera, cuyos esfuerzos llevaron a la adopción de la codorniz de California como ave estatal.